# Черсево
Черсево — село в Гусь-Хрустальном районе Владимирской области России, входит в состав муниципального образования «Посёлок Золотково».

## География
Село расположено на правом берегу реки Колпь в 55 км на юго-восток от Гусь-Хрустального, в 16 км от посёлка Золотково.

## История
Черсево упоминается ещё в духовной грамоте (завещании) великого князя Василия II Васильевича от 3 мая 1461 года. Когда-то здесь была Введенская церковь. Она была деревянной, очень старой постройки. Из-за этого её не тронули даже в советское время. Она действовала до 1950 года. Сгорела в 1966 году. Известно Черсево и Святым источником (Святым ключом), истоком речки Черсевки. В стародавние времена в одном месте пробивалось сразу семь ключиков, которые обустроены деревянной часовней и до сих пор действует. Множество любителей чудотворной воды этих источников ежедневно посещают, чтобы набрать и умыться святой водой.
В конце XIX — начале XX века село являлось центром Черсевской волости Меленковского уезда, с 1926 года — в составе Гусевского уезда. В 1926 году в селе был 181 двор.
С 1929 года село являлось центром Черсевского сельсовета Гусь-Хрустального района Владимирского округа Ивановской Промышленной области, с 1935 года — в составе Курловского района Ивановской области, с 1944 года — в составе Владимирской области, с 1954 года — в составе Васильевского сельсовета, с 1963 года — в составе Гусь-Хрустального района, с 2005 года — в составе муниципального образования «Посёлок Золотково».

## Население
| 1859 | 1897 | 1905 | 1926 | 2002 | 2010 | 2021 |
| ---- | ---- | ---- | ---- | ---- | ---- | ---- |
| 489  | ↗771 | ↘696 | ↗944 | ↘340 | ↘240 | ↘181 |